# STARSHIPエンターテインメント
STARSHIPエンターテインメント（スターシップエンターテインメント、朝: 스타쉽 엔터테인먼트、英: STARSHIP Entertainment）は、韓国の芸能事務所。カカオグループ系列。K.will、SISTAR、BOYFRIEND、MONSTA X、宇宙少女、CRAVITY、IVEらを輩出した。

## 概要
2008年1月、Big Hit Entertainmentから独立したソ・ヒョンジュにより設立される。所属第1号は同じく元Big Hit EntertainmentのK.Will。2010年6月、SISTARがデビュー。
2013年、LOENエンターテインメント（現：KakaoM）の子会社化。
2015年5月、俳優マネジメント事務所キングコングエンターテインメントと戦略的パートナーシップを提携。2017年1月、キングコングエンターテインメントと合併し、「キングコング by STARSHIP」レーベル設立（合併法人の商号はSTARSHIPエンターテインメント）。

## 所属アーティスト

### STARSHIP エンターテインメント
- K.Will（2007年 - ）
- MONSTA X（2015年 - ）
- 宇宙少女（2016年 - ）
- CRAVITY（2020年 - ） - 日本におけるマネジメント及びファンクラブ運営はアミューズ[5]
- IVE（2021年 - ） - 同上[6]
- KiiiKiii (2025年 - )
- IDID（2025年 - ）

### STARSHIP X
- ジュヨン（2010年 - ）
- Brother Su（2010年 - ）
- #GUN（2016年 - ）

他

### KINGKONG by STARSHIP

#### 俳優・女優
- コ・アラ
- キム・ボム
- キム·ギョンナム
- キム・シャナ
- キム・スンファ
- リュ・ヘヨン
- パク・ジュビ
- ソン・ウヒョン
- ソン・スンホン
- ソン・ジヨン
- ソン・ハユン
- シン・スンホ
- シン・ヒョンス
- アン・ソヨ
- オ・ソヒョン
- ウ・ヒョンジン
- ユ・ヨンソク
- イ・グァンス
- イ・ダヨン
- イ・ドンウク
- イ・ミヨン
- イ・スンホン
- イ・ジン
- チョン・ソミン
- チョン・ウォンチャン
- チョ・ユンヒ
- チェ・スビン
- チョン・ヨンミン
- チェ・ウォンミョン
- チェ・ヒジン
- ハン・ミン

### HIGHLINEエンターテインメント
- DJ SODA（2013年 - ）
- Kiggen （2007年 - ）
- dress （2015年 - ）
- DJ Vanto （2018年 - ）
- チャン・ソクフン（2017年 - ）
- leon （2017年 - ）
- fka （2018年 - ）
- ソン・ミンジェ（2019年 - ）
- ウォノ（2015年 - ）
- ユ・スンウ（2012年 - ）

他

## 過去の所属アーティスト
- SISTAR（2010年 - 2017年）
- BOYFRIEND（2011年 - 2019年）
- Duetto（2017年 - 2021年）
- MIND U（2017年 - 2022年）
- チョン・セウン（2017年 - 2024年）